# Jaime Teixidor
Jaime Teixidor, auch Jaume, (* 16. April 1884 in Barcelona; † 23. Februar 1957 in Baracaldo) war ein katalanisch-spanischer Musiker, Dirigent, Verleger und Komponist. 

## Leben
Er schuf etwa 500 musikalische Werke. Seine bekannteste Komposition ist Amparito Roca, 1925 geschrieben und erstmals im September 1925 am Teatro del Siglo in Carlet aufgeführt. Die Partitur wurde in Madrid im Jahr 1925 von Música Moderna veröffentlicht und in Barcelona von Joaquín Mora im Jahre 1928. Bei Boosey & Hawkes erschienen diese im Jahr 1935 in einer Bearbeitung von Aubrey Winter (1870–1955). Seine Tochter María Teresa Texidor Tico war ebenfalls Komponistin.

## Weblink
- Amparito Roca Marsch  https://www.youtube.com/watch?v=OcnQqK6-qCc

| Personendaten    | Personendaten                                                    |
| ---------------- | ---------------------------------------------------------------- |
| NAME             | Teixidor, Jaime                                                  |
| ALTERNATIVNAMEN  | Teixidor, Jaume                                                  |
| KURZBESCHREIBUNG | katalanisch-spanischer Musiker, Dirigent, Verleger und Komponist |
| GEBURTSDATUM     | 16. April 1884                                                   |
| GEBURTSORT       | Barcelona                                                        |
| STERBEDATUM      | 23. Februar 1957                                                 |
| STERBEORT        | Baracaldo                                                        |